# Штайнер, Герольф
Герольф Штайнер (нем. Gerolf Steiner) (23 марта 1908 года, Страсбург — 14 августа 2009 года) — немецкий учёный, был профессором зоологии в университете Карлсруэ и Гейдельбергском университете. Он известен книгой по анатомии и поведению ринограденций, вымышленного отряда млекопитающих, нос которых развился множеством замечательных способов.
В 1960 году под псевдонимом Харальд Штюмпке (нем. Harald Stümpke) была издана книга Герольфа Штайнера «Строение и жизнь ринограденций» (нем. «Bau und Leben der Rhinogradentia») в известном и серьёзном немецком издательстве «Gustav Fischer Verlag» (Stuttgart; Jena), специализирующемся на выпуске руководств, учебников и теоретических монографий.
В 1963 году рефераты на книгу «Строение и жизнь ринограденций» были напечатаны на русском языке в журналах «Наука и жизнь» № 4, «Наука и техника» № 8.